# Waalse Kerk (Amsterdam)

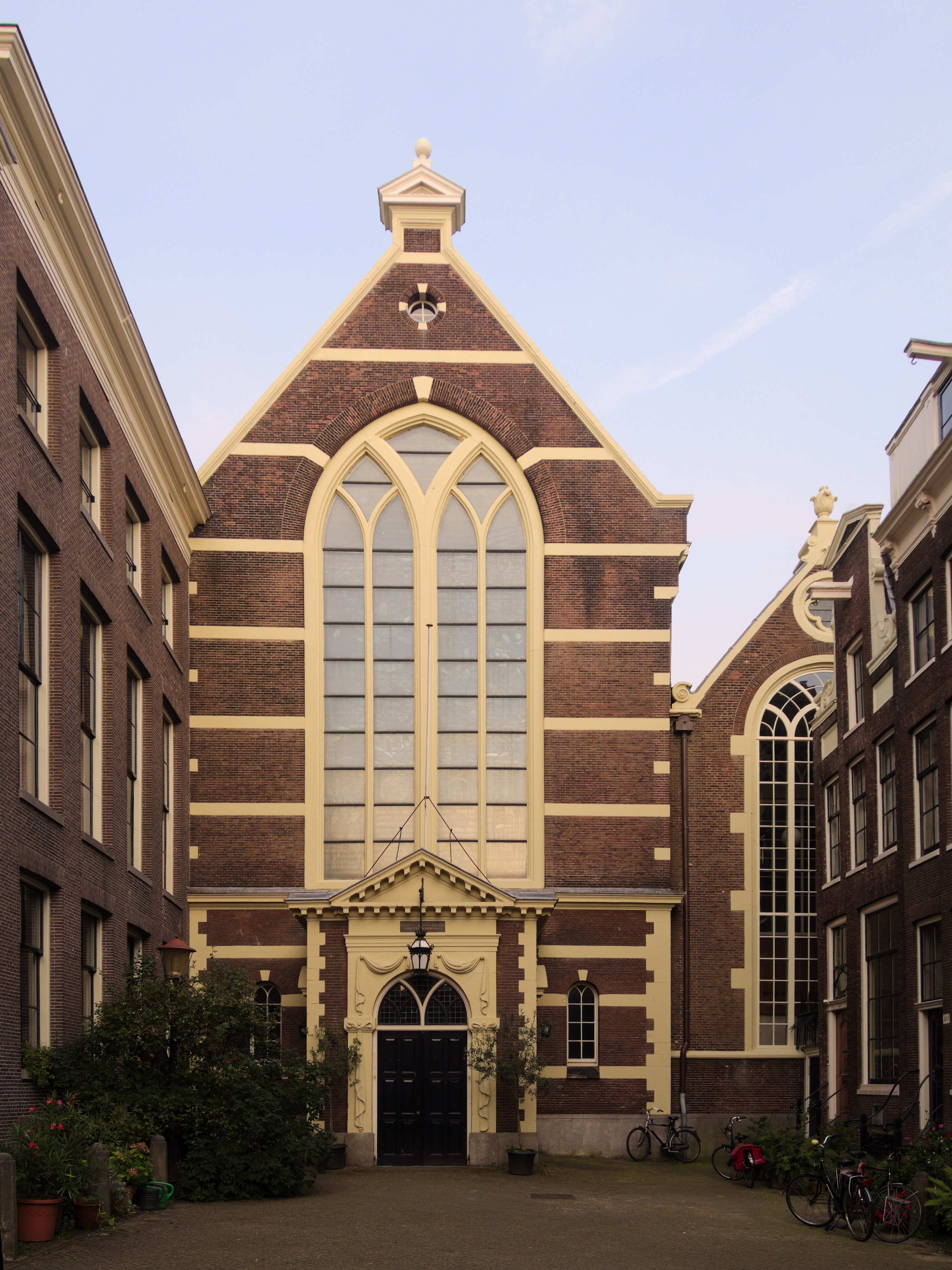
Voorgevel aan het Walenpleintje

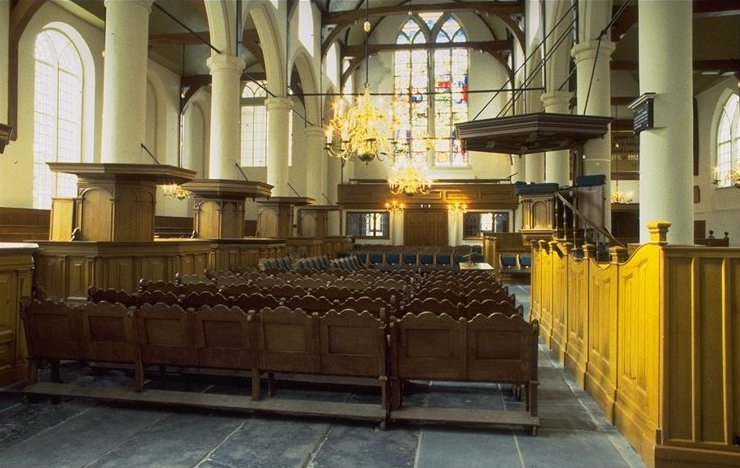
Het interieur van de kerk
Bron: [https://www.amsterdam.nl/kunst-cultuur/monumenten/ Gemeente Amsterdam, Bureau Monumenten en Archeologie

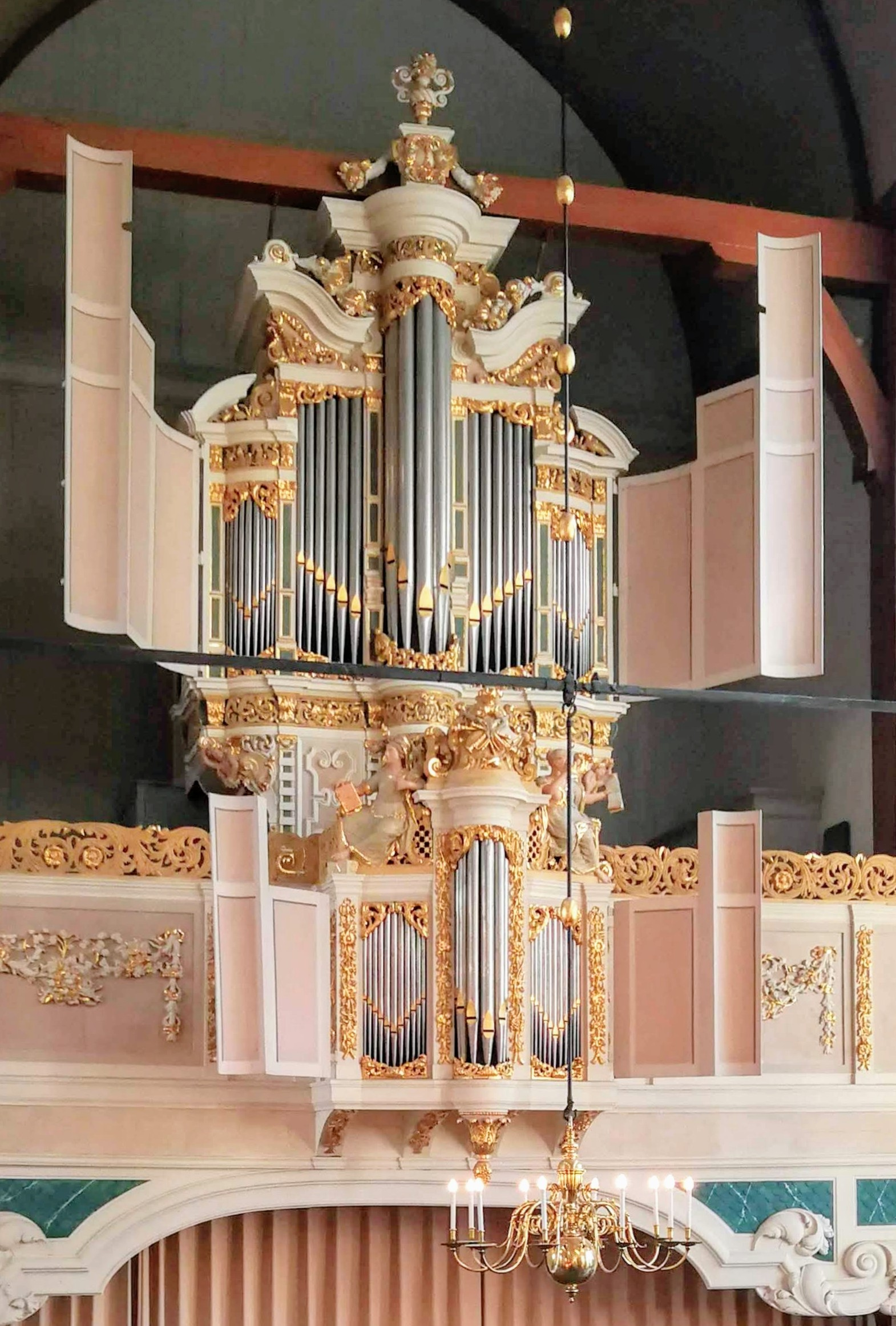
Het orgel van de kerk
Bron: [https://www.amsterdam.nl/kunst-cultuur/monumenten/ Gemeente Amsterdam, Bureau Monumenten en Archeologie

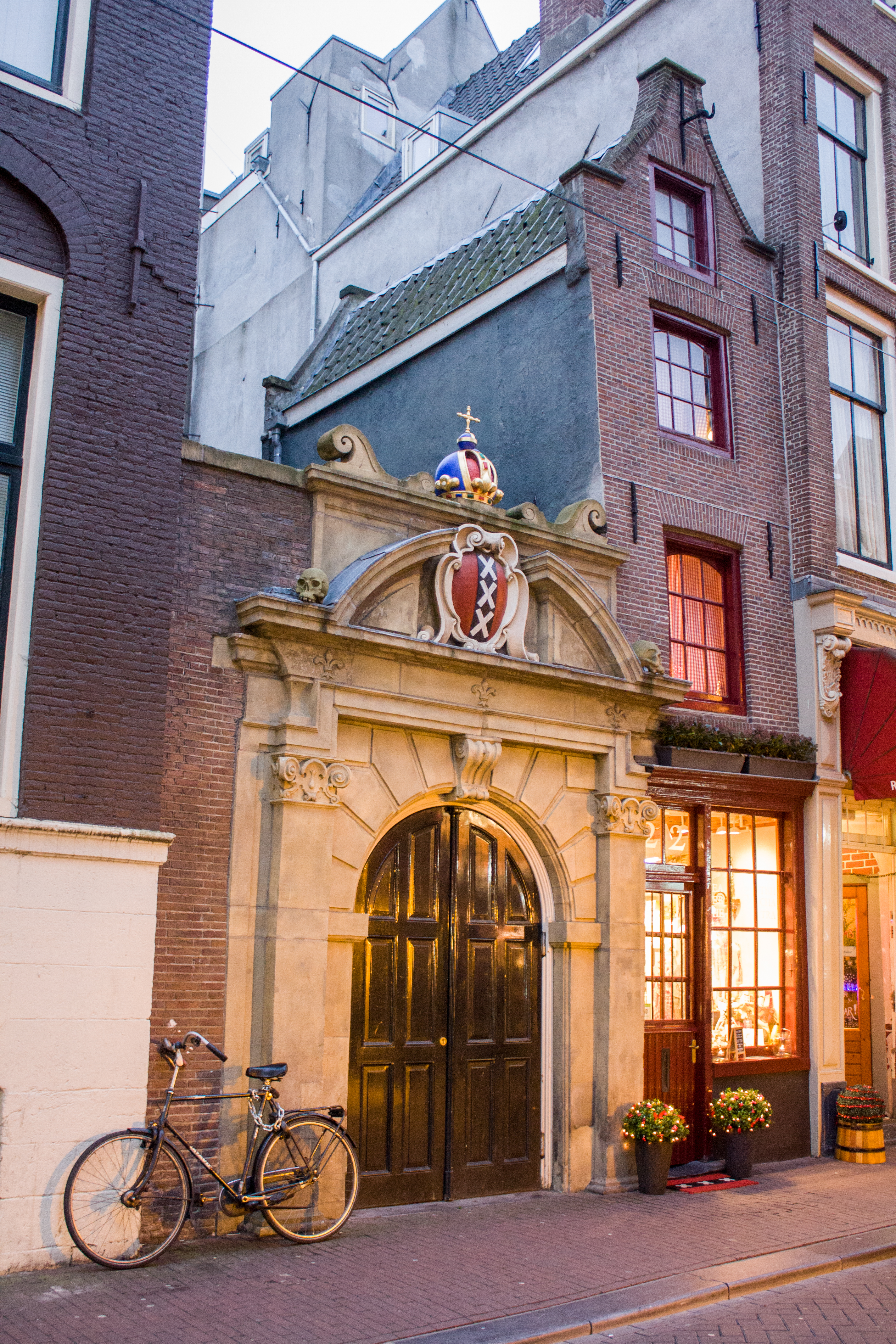
De poort aan Oude Hoogstraat, versierd met doodshoofden

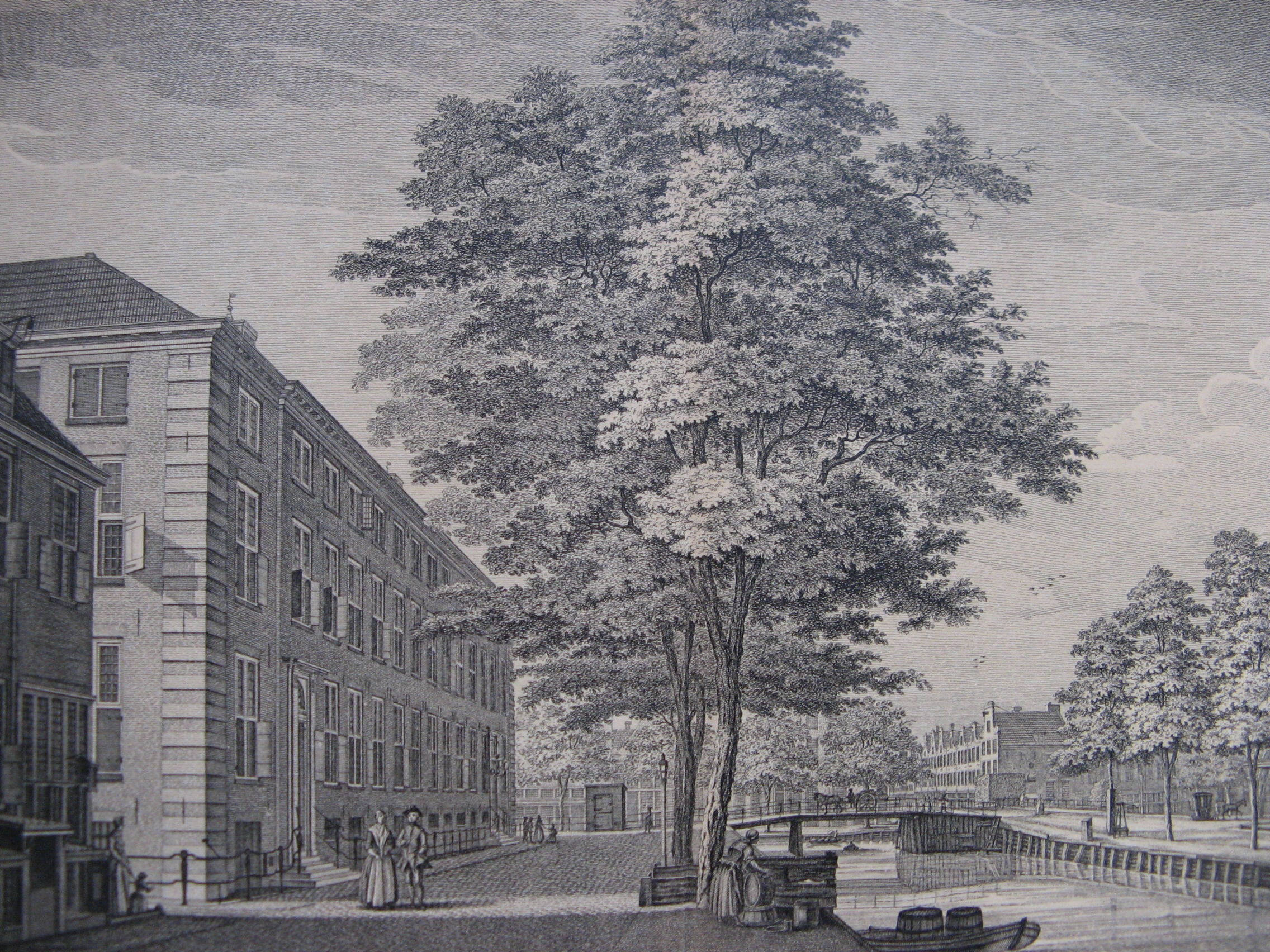
Het Waalse weeshuis aan de Vijzelgracht, rond 1780

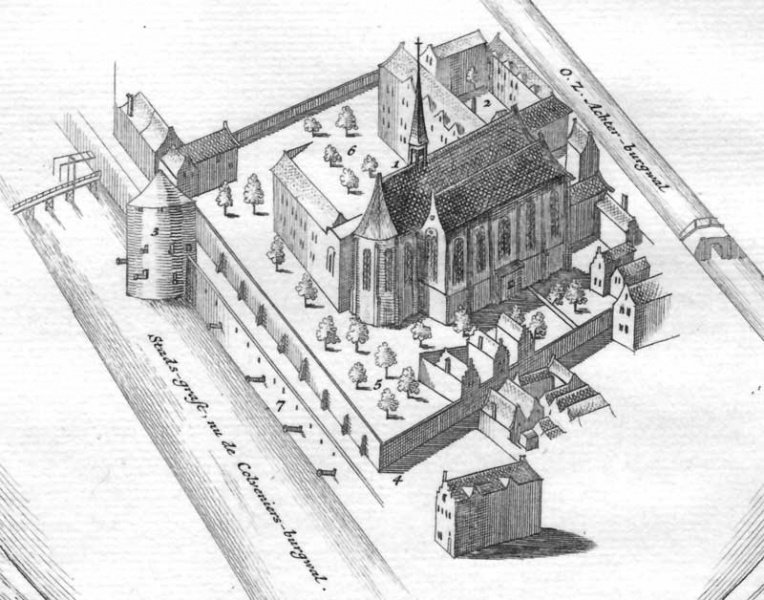
Waalse Kerk in vogelperspectief, vóór 1800. "1. De Kerk. 2. Woningen van Monniken. 3. Sebastiaans Tooren. 4. De Hoogstraat. 5. De Tuyn, hier staat nu 't OostIndis-huis. 6. Hier is nu het St. Joris-hof. 7. Stadts wal."

De Waalse Kerk (Frans: Église Wallonne) is een kerk gelegen aan het zuidelijk deel van de Oudezijds Achterburgwal in Amsterdam. De kerk werd vroeger ook wel de Franse Kerk, Walenkerk, Oude Walenkerk of Oude Waalse Kerk genoemd. Iedere zondag om 11 uur 's ochtends wordt hier een kerkdienst in het Frans gehouden. Ook vinden er concerten en muziekopnames plaats; de kerk staat bekend om de zeer goede akoestiek.
In de driebeukige kerk liggen onder andere schilder Bartholomeus van der Helst (1613-1670) en wetenschapper Jan Swammerdam (1637-1680) begraven. Elizabeth Timothy (1702-1757), de eerste vrouwelijke Amerikaanse krantenredacteur en -uitgever, werd hier waarschijnlijk gedoopt. Een bekende dominee van de Waalse Kerk was Marie Adrien Perk, die hier preekte in de jaren 1872-1900.
De Waalse Kerk werd in 1970 aangewezen als rijksmonument.

## Geschiedenis
De Waalse Kerk is een voormalige rooms-katholieke kapel, de kapel van het Sint-Paulusbroederklooster. De eerste kapel van het klooster werd gebouwd in 1409 maar werd vermoedelijk verwoest in de stadsbrand van 1452. In 1493 kreeg het klooster toestemming om een nieuwe kapel te bouwen, die drie jaar later werd gewijd. Na de Alteratie (de Reformatie) in Amsterdam in 1578 werd de kapel in beslag genomen. Hij diende onder meer als opslagplaats tot hij in 1586 ter beschikking werd gesteld aan de Waals-hervormde vluchtelingen, Franstalige protestanten uit de Zuidelijke Nederlanden en Frankrijk. Het was een van wel 15 Waalse kerken die alleen al in 1571-1590 in Nederland door protestantse vluchtelingen werden gebruikt.
In 1616 kreeg de kerk een extra ingang aan de noordzijde, met een poort aan de Oude Hoogstraat die werd ontworpen door Hendrick de Keyser. De poort is versierd met doodshoofden, een verwijzing naar de begrafenisstoeten die door deze poort kwamen. Het classicistische poortje aan de voorgevel stamt uit 1647.
De kerk, die aanvankelijk uit een middenbeuk en een noordelijke zijbeuk bestond, werd in 1661 verbouwd en uitgebreid met een zuidbeuk. Na de herroeping van het Edict van Nantes in 1685 kwam een nieuwe vluchtelingenstroom van hugenoten op gang. De Waalse gemeente in Amsterdam groeide enorm. Daarom werden aan drie zijden van de kerk galerijen aangebracht. Toch bleek de kerk te klein, waardoor in 1719 een tweede kerk, de Nieuwe Waalse Kerk, haar deuren opende aan de Prinsengracht. Hierna werd de Waalse Kerk ook wel Oude Waalse Kerk of Grande Église genoemd, ter onderscheid van de Nieuwe Waalse Kerk of Petite Église.
In onder meer 1816 en 1891 werd de kerk nogmaals verbouwd, waarbij de galerijen verwijderd werden. In 1990-1992 werd de kerk gerestaureerd, waarbij de kerk onder ander opnieuw onderheid werd om de verzakking, veroorzaakt door de in 1885 geplaatste voorgevel, te verhelpen. Tijdens deze restauratie werden zoveel grafstenen gevonden dat besloten werd de betonnen vloer te verwijderen om plaats te maken voor een nieuwe, zelfdragende vloer met een eigen fundering. Ook werd bij deze restauratie het balkon weer in oude staat hersteld.
Het pleintje voor de kerk werd in de volksmond Walenpleintje genoemd en heet sinds 1976 ook officieel zo. Het adres van de kerk is Walenpleintje 159; de huisnummering volgt nog steeds die van de O.Z. Achterburgwal.
Op een plaquette in de noordbeuk van de kerk staat de Franse tekst Fondée en 1409; Restaurée en 1647; Agrandie en 1661; Rebâtie en 1816; Restaurée en 1891 par le troupeau Wallon et par ceux qui s'intéressent à son culte; Restaurée, ameliorée et renovée en 1991 et 1992.

### Schoten in de kerk
Op 12 oktober 1755 kwam een Franse bakkersknecht tijdens de kerkdienst de Waalse Kerk binnen en schoot met een geweer op de dominee. Deze bakkersknecht was verliefd geworden op de dochter van een rijke koopman, een meisje ver boven zijn stand, en de dominee had zich op verzoek van de vader met de zaak bemoeid om een einde aan de liefdesaffaire te maken, tot woede van de bakkersknecht.
De predikant werd alleen geschampt door een kogel, maar viel van schrik achterover. Omdat het deurtje van de preekstoel niet goed gesloten was, viel hij de trap af en kreeg een groot gat in zijn hoofd, maar overleefde en herstelde van zijn verwondingen.
De dader probeerde te vluchten maar werd in de boeien geslagen en moest een jarenlange gevangenisstraf in het Rasphuis uitzitten. In de preekstoel en de pilaar ernaast bleven een aantal kogelgaten achter, die bij de restauratie in de jaren negentig echter onzichtbaar gemaakt zijn.

### Orgel
In 1680 kreeg de kerk haar eerste orgel, gebouwd door de Gentse orgelmaker Nicolaas Langlez. Het orgel voldeed echter niet en er werd flink aan gesleuteld, tot Christian Müller in 1733 de opdracht kreeg een geheel nieuw orgel te bouwen, dat een jaar later in gebruik genomen werd. Het is een van de best bewaarde Müller-orgels. In latere jaren werd het orgel meerdere malen gerepareerd en aangepast. In 1960 besloot men om het orgel te restaureren en terug te brengen in de staat waarin Müller het had opgeleverd. De restauratie werd in 1965 voltooid door de orgelbouwers Ahrend & Brunzema. Een nieuwe restauratie volgde in 1993. In 2000 volgde restauratie van de windlade en herstel van de frontpijpen in het rugwerk door orgelmaker Henk van Eeken uit Herwijnen.
Hieronder volgt de dispositie:
| Hoofdwerk C-c’’’ |     |
| Prestant         | 16' |
| Prestant         | 8'  |
| Roerfluit        | 8'  |
| Quintadena       | 8'  |
| Prestant         | 4'  |
| Quint            | 3'  |
| Gemshoorn        | 2'  |
| Mixtuur IV-VI    |     |
| Trompet          | 16' |
| Trompet          | 8'  |
| Vox Humana       | 8'  |
| Tremulant        |     |

| Rugpositief C-c’’’ |        |
| Prestant           | 8'     |
| Holpijp            | 8'     |
| Prestant           | 4'     |
| Quint              | 3'     |
| Octaaf             | 2'     |
| Terts              | 1 3/5' |
| Mixtuur II-IV      |        |
| Scherp IV-V        |        |
| Tremulant          |        |

| Pedaal C-d’ |     |
| Bourdon     | 16' |
| Prestant    | 8'  |
| Roerquint   | 6'  |
| Prestant    | 4'  |
| Nachthoorn  | 2'  |
| Fagot       | 16' |
| Trompet     | 8'  |

### Weeshuis
De diaconie van de Waalse Kerk kocht in 1631 drie panden aan de Laurierstraat in de Jordaan. Hier werd een weeshuis gevestigd dat ook onderdak gaf aan weduwen en bejaarden. In 1683 verhuisde het Waalse weeshuis naar een pand aan de Vijzelgracht dat tot 1967 dienst bleef doen als weeshuis. In dit pand werden het Frans consulaat en het Frans cultureel centrum Institut français des Pays-Bas (voorheen Maison Descartes geheten) gevestigd. Het Frans cultureel centrum is later verhuisd naar de Waalse Kerk.